# سنجرخان
سنجرخان یک مجموعه تلویزیونی ایرانی در ژانر تاریخی به کارگردانی محمدحسین لطیفی و نویسندگی سید ضیاءالدین دری است که در بهمن و اسفند ۱۴۰۲ از شبکه یک سیما پخش شده‌است. این مجموعه ۲۶ قسمتی سرگذشت سنجرخان وزیری در زمان حکومت احمدشاه را روایت می‌کند.

## داستان
این سریال داستان یکی از قهرمانان کرد به نام سنجرخان وزیری، مشهور به سردار اکرم را روایت می‌کند. وی مبارز و آزادی‌خواه کرد اهل‌سنت و از فعالان انقلاب مشروطه بود که در برابر حضور نیروهای انگلیسی و روسی در منطقه کردستان به مبارزه علیه آنان پرداخت.

## بازیگران
| بازیگر            | نقش                             |
| ----------------- | ------------------------------- |
| فرشید گویلی       | سنجرخان وزیری                   |
| محمود پاک‌نیت      | شریف الدوله                     |
| احمد نجفی         | مامانف فرمانده قوای روسیه       |
| پیام دهکردی       | خلیل خان (برادر بزرگ سنجرخان)   |
| علی اوسیوند       | آصف خان (پسرعموی سنجر خان)      |
| قطب الدین صادقی   | سردار رشید (همرزم سنجرخان)      |
| جلیل فرجاد        | حاج آقا شریعتمدار               |
| حمیدرضا نعیمی     | رضاخان                          |
| سعید پاکزاد       | (شوان خان)                      |
| فرید آریانژاد     | محمد مردوخ کردستانی             |
| امیروش(امید)برازی | (احمدخان)                       |
| کاوه ایرانی       | (مایی خان)                      |
| داریوش موحد       | امجد خان (از دوستان آصف خان)    |
| زاهد زندی         | یدالله خان (برادر کوچک سنجرخان) |
| لیلی سعیدی        | سودابه (همسر اول خلیل خان)      |
| شیما ملایی        | فیروزه (همسر اول سنجر خان)      |
| تارا قبادی        | حیات (همسر دوم سنجر خان)        |
| روژانو ارجمند     | کژال (همسر دوم خلیل خان)        |
| سودا قنبری        | سلطنت (همسر یدالله خان)         |
| حسن ترقی          | فیض‌الله خان (پدر حیات)          |

## تولید
به گفته مدیرکل صداوسیمای کردستان ایده و طرح اولیه سریال در سال ۱۳۹۲ توسط حسین جلالی تهیه‌کننده سریال به وجود آمد و پس از کش و قوس‌های فراوان آیین پیش‌تولید آن در سال ۱۳۹۹ شروع شد و در مجموع تولید آن نزدیک به یک دهه طول کشید.
فیلم‌نامه سنجرخان را پیش‌تر سید ضیاءالدین دری در ۲۶ قسمت نوشته بود اما پس از درگذشت این کارگردان، تهیه‌کننده آن سریال را به کارگردان دیگری واگذار کرد و این مجموعه به کارگردانی محمدحسین لطیفی و تهیه‌کنندگی حسین جلالی تولید شد. سنجرخان در معاونت امور استان‌ها تولید شده و چند باری هم به دلیل مشکلات تأمین هزینه در تولیدش وقفه صورت گرفته‌است.
مراحل تدوین و پساتولید این مجموعه زمان زیادی نیاز داشت و پس از پایان فیلم‌برداری تا پاییز ۱۴۰۲ به طول انجامید. به گفتهٔ محمدحسین لطیفی، در زمان تولید این پروژه مشکلات مالی رخ داد.

## پخش
پخش این مجموعه از ۲۶ بهمن ۱۴۰۲ در شبکه یک آغاز شد. این مجموعه پیش‌تر قرار بود در ۲۴ بهمن پخش شود، اما به‌دلیل تداخل با پخش مستوران، به تاریخ کنونی موکول شد.